# Erro (Espanha)
Erro ou Valle de Erro (em castelhano) ou Erroibar ou Erroiberra (em basco) é um município da Espanha na província e comunidade foral (autónoma) de Navarra. Tem 143,62 km² de área e em 2021 tinha 790 habitantes (densidade: 5,5 hab./km²).

## Demografia
| Variação demográfica do município entre 1991 e 2004 | Variação demográfica do município entre 1991 e 2004 | Variação demográfica do município entre 1991 e 2004 | Variação demográfica do município entre 1991 e 2004 |
| --------------------------------------------------- | --------------------------------------------------- | --------------------------------------------------- | --------------------------------------------------- |
| 1991                                                | 1996                                                | 2001                                                | 2004                                                |
| 761                                                 | 787                                                 | 775                                                 | 751                                                 |